# Controllo dello strato limite
| 1) Strato limite laminare | 4) Punto di separazione |
| 2) Transizione            | 5) Strato separato      |
| 3) Sottostrato viscoso    | 6) Strato turbolento    |

Andamento dello strato limite sul dorso di un profilo.

In fluidodinamica, con controllo dello strato limite (o BLC, dall'inglese Boundary Layer Control) si indicano una serie di metodologie atte a prevenire o ritardare il distacco dello strato limite di un fluido che scorre lungo una parete.
È di particolare interesse per l'ingegneria aeronautica in quanto permette di ridurre la resistenza di un profilo alare aumentandone al contempo la portanza, ottenendo caratteristiche STOL senza penalizzare il comportamento alla velocità di crociera.

## Storia
Le basi dello studio dello strato limite furono gettate in Germania allo Aerodynamische Versuchsanstalt a Gottinga sotto la feconda direzione di Ludwig Prandtl a partire dal 1907 quando Heinrich Blasius ricavò le equazioni per descrivere lo strato limite laminare su una lastra piana. Nel 1926, Jacob Ackeret pubblicò i risultati dei suoi test sull'aspirazione dello strato limite.
Le prime esperienze di profili soffiati, invece, furono condotte in maniera incidentale da Galen Brandt Schubauer nel 1933 nell'ambito della ricerca di metodi per l'incremento della spinta nella propulsione a getto da parte della NACA, ma gli scarsi aumenti di efficienza propulsiva ottenuti (principale obbiettivo degli studi) non giustificarono, nell'immediato, ulteriori indagini in merito. I primi esperimenti pratici relativi al flap soffiato furono condotti da Hagedorn e Ruden nel 1938, con l'introduzione di un ugello di scarico che scorreva lungo il bordo di uscita di un profilo generando un sottile getto laminare con il duplice beneficio della componente verticale della spinta del getto da una parte e l'aumento della circolazione dall'altra.
In seguito Schubauer continuò gli studi sulla stabilità dello strato limite, dedicandosi in particolare al miglioramento delle tecnologie necessarie ad ottenere risultati sperimentali per validare le teorie sulla transizione dei flussi laminari in turbolenti proposte dai fisici tedeschi W. Tollmien e H. Schlichting negli anni trenta. Nel dopoguerra, dopo essere passato a capo della sezione studi aerodinamici del National Bureau of Standards, contribuì notevolmente con il suo dipartimento alla comprensione dei fenomeni fisici che regolano la transizione dello strato limite e nei metodi di controllo per rendere più efficienti superfici portanti, flussi in condotti e veicoli sottomarini.
Questi studi portarono l'Ames Research Center della NASA, tra il 1954 ed il 1957, a sperimentare diversi sistemi di controllo dello strato limite su un F-86F Sabre tra cui aspirazione al bordo d'attacco dell'ala e dei flap e flap soffiati. Le prime applicazioni pratiche videro la luce, nel 1954, sul caccia imbarcato Grumman F9F-4 e sul Lockheed F-104 Starfighter con l'introduzione di flap soffiati per abbassare la velocità di stallo in avvicinamento all'atterraggio.
In Francia e nel Regno Unito furono studiati aerei da trasporto con pronunciate caratteristiche di decollo ed atterraggio corti (STOL), rispettivamente con il Breguet Br 941 e l'Hunting H.126  che però rimasero allo stadio di prototipi sperimentali. Anche in Giappone, con l'idrovolante ShinMaywa PS-1 furono sviluppati dei sistemi di controllo dello strato limite verso la fine degli anni sessanta.
A partire dal 2005, sulla base delle specifiche emanate dall'Air Force Research Laboratory per un velivolo da trasporto STOL/strategico destinato a rimpiazzare il C-130, sono stati proposti dimostratori (da parte della Boeing e della Lockheed Martin) che faranno largo uso di sistemi per l'aumento della circolazione sull'ala e profili soffiati per riuscire ad unire le basse velocità di stallo proprie di un velivolo STOL con l'efficienza alle alte velocità di crociera di un velivolo da trasporto strategico.

## Descrizione del fenomeno

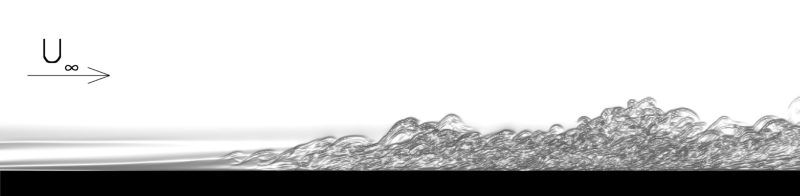
Simulazione numerica di uno strato limite: nella prima parte si trova uno strato limite laminare, che, avanzando, si trasforma in uno strato limite turbolento

In un fluido viscoso (come l'aria) che scorre tangenzialmente ad una parete, la velocità del flusso decrescerà in prossimità del corpo fino ad annullarsi sulla sua superficie (condizione di aderenza). Questo rallentamento fa sì che con il procedere del flusso sul corpo si formi una regione sempre più spessa in cui la velocità del flusso è rallentata ed un gradiente di pressione avverso che si oppone al moto del flusso.
Lo strato limite può essere di due tipi: laminare (in cui il fluido scorre in strati ordinati e non intersecanti) e turbolento (in cui le particelle di fluido si mescolano in maniera caotica). La condizione di laminarità del flusso è una caratteristica direttamente dipendente dalla velocità e dalla distanza del bordo d'attacco e si verifica per bassi numeri di Reynolds. In assenza di altri fattori di disturbo, aumentando la velocità o la distanza percorsa dal fluido sul corpo si avrà la transizione da flusso laminare a turbolento. Dal momento che la resistenza di attrito che si genera tra il fluido ed il corpo è assai maggiore in uno strato turbolento a causa delle perdite di quantità di moto delle molecole di aria dovute al mescolamento e conseguente riscaldamento, appare chiaro che riuscire a mantenere condizioni di laminarità del flusso su velivoli da trasporto possa portare a notevoli vantaggi in termini di autonomia e/o risparmio di carburante.
Per distanze maggiori percorse dal fluido sul corpo, può accadere che il gradiente di pressione avverso cresca a tal punto da causare la separazione del flusso dal corpo, generando vortici, correnti di ricircolazione, e, nei profili aerodinamici ad elevato angolo di attacco, un aumento considerevole della resistenza di forma.
Per ritardare la transizione e conseguentemente il punto di separazione, sono stati studiati differenti sistemi di controllo dello strato limite che prevedono la sottrazione dello strato meno energetico o l'energizzazione dello stesso.

## Aspirazione dello strato limite

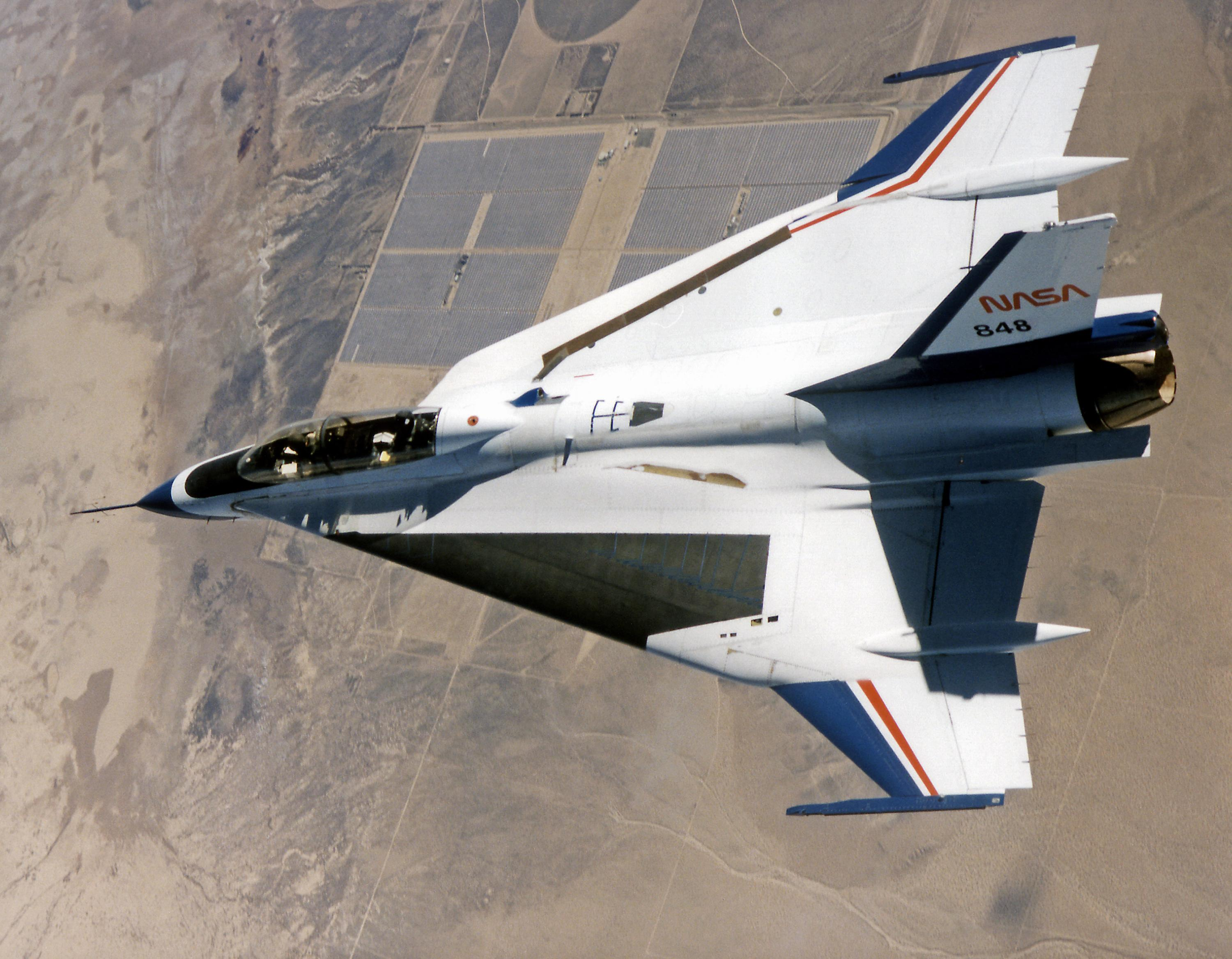
Questo F-16XL della NASA installava sulla semiala sinistra un sistema di aspirazione dello strato limite.

La tecnica dell'aspirazione dello strato limite prevede l'aspirazione, lungo la direzione di avanzamento del flusso, del fluido più a contatto del corpo, in maniera da sottrarre al flusso lo strato meno energetico e spostare in avanti il punto di separazione. Ciò è ottenuto in maniera continua utilizzando pareti micro-porose o, in maniera discreta, con fessure disposte trasversalmente al moto del fluido, messe in comunicazione con una pompa che genera la depressione necessaria a consentire l'aspirazione delle particelle più lente dello strato limite.
Per garantire che un sistema di aspirazione dello strato limite funzioni come da progetto, devono essere evitate imperfezioni sul profilo che perturbino lo strato limite laminare innescando la sua transizione a turbolento. Queste possono essere sia di tipo costruttivo (accoppiamenti e giunzioni dei pannelli alari) sia ambientali come impatti con insetti e relative escrescenze dovute ai residui di materiale organico, o atmosferiche (pioggia, ghiaccio, polvere) che possano occludere i micro-fori, alterando il campo di aspirazione. La non semplice soluzione di questi problemi portò al rallentamento (durante la seconda guerra mondiale e negli immediati anni successivi) dei vari programmi di test in volo per il controllo dello strato limite mediante aspirazione in favore di altri sistemi meno "delicati" (studio di profili laminari e profili soffiati).
Nuovo impulso alla ricerca venne, nella seconda metà degli anni cinquanta, dal programma relativo allo sviluppo del bombardiere B-70. L'ingegnere svizzero Werner Pfenninger della Northrop Corporation si dedicò all'analisi della deleteria influenza dell'angolo di freccia delle ali sulla stabilità dello strato limite laminare.
Il primo aereo (sperimentale) che portò in volo un'ala con un sistema completo di aspirazione dello strato limite fu il Northrop X-21, che decollò per la prima volta nell'aprile del 1963. La sua ala era caratterizzata da una serie di sottili fessure (circa 800.000) che si estendevano per tutta l'apertura alare da cui veniva aspirato lo strato limite. Sebbene avesse dimostrato la possibilità di ottenere uno strato limite laminare su circa il 75% della superficie alare, il programma fu in seguito interrotto per l'eccessiva manutenzione necessaria a mantenere le fessure pulite e libere da corpi estranei.
Il lavoro venne poi continuato negli anni novanta dalla NASA nell'ambito del progetto di ricerca per un velivolo da trasporto civile supersonico HSCT (High Speed Civil Transport). Fu installato sulla semiala sinistra di un F-16XL un impianto di prova costituito da una lastra di titanio modellata sul profilo dell'ala traforata da 12 milioni di micro-fori incisi con il laser collegati mediante un sistema di tubi e valvole di regolazione ad un turbocompressore mosso dall'aria spillata dal compressore del motore.
Con questo sistema si possono ottenere coefficienti di portanza massimi dell'ordine di 5 rispetto agli 1,5 di un profilo convenzionale, ma ad oggi non è impiegato su velivoli di produzione a causa della sua complessità operativa.

## Soffiamento dello strato limite
Un modo alternativo per ritardare la separazione dello strato limite è quello di iniettare nel flusso, tangenzialmente alla superficie del profilo, una corrente di aria ad alta velocità. Questo aumento di quantità di moto accelera nuovamente le particelle più lente dello strato limite che erano state rallentate dagli effetti viscosi di parete, permettendo così di incrementare l'angolo di attacco al quale il profilo stalla.

### Ala soffiata

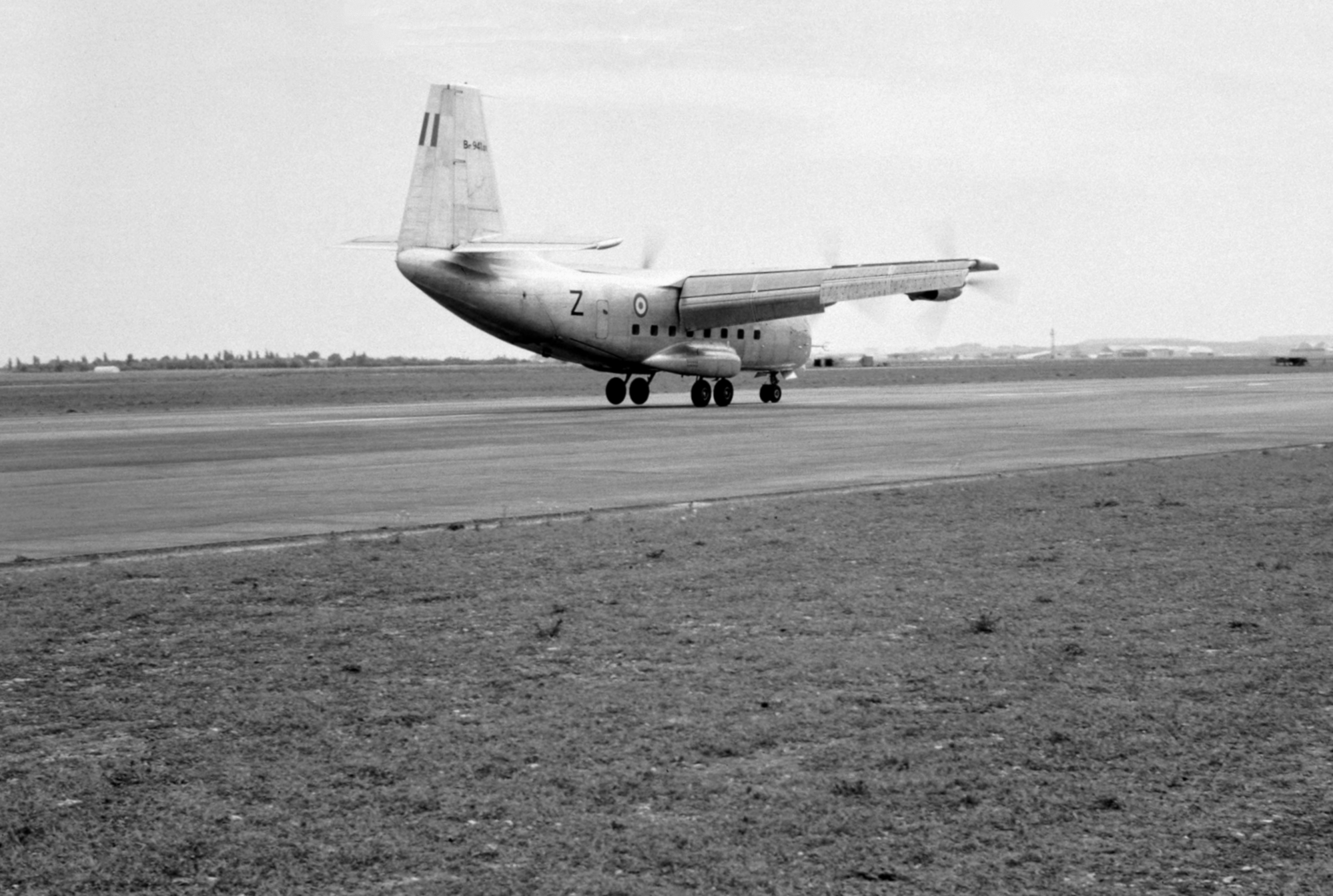
Il Breguet Br 941 fu il primo velivolo ad introdurre il concetto di ala soffiata nell'ipersostentazione.

Un ipersostentatore di tipo convenzionale aumenta il coefficiente di portanza di un profilo alare aumentandone la curvatura e (a seconda dei modelli) la corda. Dal momento che il flap è posto in una zona naturalmente soggetta alla separazione dello strato limite, sono usati sistemi passivi (a fessura, come negli slotted flap in cui una fessura mette in comunicazione il ventre del profilo con il dorso del flap energizzando lo strato limite) ed attivi come il flap soffiato, in cui il flusso dello scarico dei motori investe i flap aumentando la velocità del flusso d'aria sul profilo ed il relativo effetto Coandă.
Una delle prime applicazioni di ala soffiata fu il velivolo da trasporto francese Breguet Br 941. I suoi quattro motori turboelica erano disposti in modo tale che il flusso generato dalle eliche sovradimensionate investisse completamente le ali. In atterraggio, i suoi flap (che avevano la forma che ricordava le lamelle delle tende veneziane) estesi con un angolo di ben 97° deviavano verso il basso il flusso di aria prodotto dalle eliche consentendo velocità di avvicinamento particolarmente basse.
Successivamente, su alcuni velivoli con motore turbofan tra cui il Boeing YC-14 e l'Antonov An-72, furono sperimentate configurazioni USB (upper-surface blowing) con motori posti sopra l'ala e con lo scarico diretto sul dorso dei flap. Molti aerei da trasporto moderni, dal McDonnell Douglas C-17 all'Airbus A380, sfruttano il flusso dei gas di scarico dei loro motori a reazione (installati sotto l'ala) che investono i flap solamente quando sono estesi.

### Jet flap

Sezione di un flap di F-104. Con A sono indicati gli ugelli da cui esce il flusso di aria compressa (in rosso nel disegno) spillata dal compressore del motore General Electric J79 e convogliata nell'ala dal condotto C.

Per controllare lo strato limite, l'aria compressa, spillata dai motori del velivolo, può anche essere opportunamente convogliata con tubazioni ed ugelli in modo da distribuirla secondo uno strato sottile sul dorso o sul bordo di uscita dei profili (come nel velivolo da trasporto sperimentale inglese Hunting H.126).
Con jet flap si intende l'eiezione di un getto piano di aria compressa esteso per tutto il bordo di uscita dell'ala in grado di indurre un flusso asimmetrico ed una circolazione aggiuntiva sull'ala stessa che produce un effetto pari a quello di un ipersostentatore di grandi dimensioni. Per facilitare la variazione dell'angolo con cui il getto lascia il bordo di uscita relativamente alla direzione del flusso indisturbato, l'aria è generalmente espulsa da fessure poste a monte del bordo di uscita dell'ala, sul dorso di un piccolo flap che può essere inclinato di un angolo opportuno. Questo schema, impiegato ad esempio sull'F-104, richiede tubazioni che corrono attraverso l'ala, ed è per questo noto anche come sistema a flusso interno.

## Altri metodi di controllo
L'energizzazione dello strato limite a monte di determinate superfici di controllo aerodinamiche (come ad esempio alettoni, flap o equilibratori) può essere ottenuta applicando piccole appendici volte a generare sulla superficie alare dei vortici. Questi generatori di vortici anticipano la transizione dello strato limite laminare in strato limite turbolento e, al costo di un piccolo incremento della resistenza di attrito, ritardano il punto di separazione della vena fluida dall'ala.
Una tecnica più recente prevede l'immissione di un getto con direzione contraria a quella della corrente di aria in corrispondenza del bordo di attacco vicino al punto di ristagno. Questo getto ha due effetti principali. Il primo consiste nell'anticipare la transizione al regime turbolento dello strato limite sul dorso del profilo in modo da favorire il trasporto di energia mediante mescolamento delle molecole di aria dagli strati esterni a quelli prossimi alla parete. Il secondo è dato dall'ispessimento aerodinamico del profilo ad alti angoli di attacco che contribuisce a ritardare (o a eliminare) la separazione del flusso.
Un altro metodo sperimentale usato per controllare la transizione a strato limite turbolento impiega dispositivi MEMS (micro electro-mechanical system) che, vibrando ad una opportuna frequenza, favoriscono una rapida transizione riducendo le dimensioni della bolla di separazione laminare ritardando la separazione ed anticipando il riattacco del flusso.